# Fastnet race

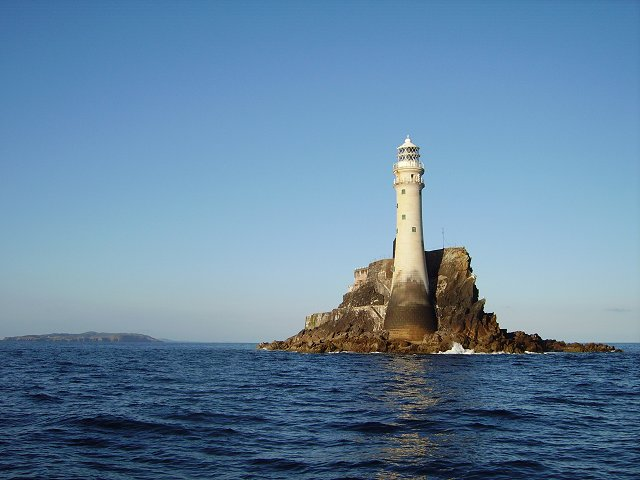
Lo scoglio Fastnet dal quale prende il nome la regata.

La Fastnet race è una gara fra imbarcazioni d'altura che si disputa al largo delle coste della Gran Bretagna. È considerata una delle classiche offshore. Viene disputata ogni due anni ed è lunga 608 miglia nautiche. Il percorso è inusuale, inizia al largo del porto di Cowes sull'isola di Wight, raggiunge lo scoglio di Fastnet vicino alla costa di sud-ovest dell'Irlanda e girato attorno ad esso si dirige verso Plymouth passando a sud delle isole Scilly. Il Trofeo assegnato al vincitore è la Fastnet Challenge Cup.
La prima edizione della Fastnet venne vinta dall'imbarcazione britannica Jolie Brise nel 1925.
La International Offshore Rule (IOR) venne introdotta nel 1973, e le imbarcazioni e gli equipaggi iniziarono ad esibire sponsorizzazioni.
La gara si svolge sempre lungo un percorso oceanico con acque agitate e venti molto forti. Nell'edizione del 1979 si verificarono diversi naufragi di imbarcazioni che determinarono la morte di quindici uomini degli equipaggi coinvolti. Questo portò ad una maggiore attenzione sugli equipaggiamenti di sicurezza delle imbarcazioni partecipanti. 
Il record attuale è detenuto da Mike Slade che con l'imbarcazione Icap Leopard 3 ha impiegato 44h e 18m. per coprire l'intero percorso nell'agosto del 2007.
Per la prima volta in 83 anni, gli organizzatori del Royal Ocean Racing Club hanno posticipato la partenza dell'edizione del 2007, di 25 ore, a causa di severe condizioni del mare lungo il percorso. Nel corso della notte diverse imbarcazioni sono state costrette al ritiro per le pessime condizioni del mare e per i venti di forte intensità. Molte imbarcazioni (ben 207 sulle 271 partite) sono state costrette a riparare nei porti di Torbay, Plymouth e Weymouth  .
Nonostante le avverse condizioni, Mike Slade a bordo dell'Icap Leopard 3, varato a giugno 2007, ha stabilito il nuovo record della gara superando il precedente, stabilito nel 1999, di oltre 9 ore. La gara è stata comunque vinta dall'imbarcazione irlandese Chieftain capitanata da Ger O'Rourke, a seguito della correzione del tempo in base alle caratteristiche della barca.

## Vincitori
| Anno | Imbarcazione                                                      | Skipper                  | Progettista              | Nazionalità |
| ---- | ----------------------------------------------------------------- | ------------------------ | ------------------------ | ----------- |
| 1925 | Jolie Brise                                                       | Lt Cdr E. G. Martin      | Alexandre Paris          | Regno Unito |
| 1926 | Ilex                                                              | Royal Engineers          |                          | Regno Unito |
| 1927 | Tally Ho                                                          | Lord Stalbridge          | Albert Strange           | Regno Unito |
| 1928 | Nina                                                              |                          | William Starling Burgess | Stati Uniti |
| 1929 | Jolie Brise                                                       | Lt Cdr E.G.Martin        | Alexandre Paris          | Regno Unito |
| 1930 | Jolie Brise                                                       | Lt Cdr E.G.Martin        | Alexandre Paris          | Regno Unito |
| 1931 | Dorade                                                            | Stephens                 | Sparkman & Stephens      | Stati Uniti |
| 1933 | Dorade                                                            | Stephens                 | Sparkman & Stephens      | Stati Uniti |
| 1935 | Stormy Weather                                                    |                          | Sparkman & Stephens      | Stati Uniti |
| 1937 | Zeearend                                                          | Kees Bruynzeel           | Sparkman & Stephens      | Paesi Bassi |
| 1939 | Bloodhound                                                        | Ikey Bell                | Camper and Nicholson     | Regno Unito |
| 1947 | Myth of Malham                                                    | Capt. J.H.Illingworth    | J. Laurent Giles         | Regno Unito |
| 1949 | Myth of Malham                                                    | Capt. J.H.Illingworth    | J. Laurent Giles         | Regno Unito |
| 1951 | Yeoman                                                            | Owen Aisher              | Camper & Nicholson       | Regno Unito |
| 1953 | Favona                                                            | Sir Michael Newton       | Robert Clark             | Regno Unito |
| 1955 | Carina                                                            | Dick Nye                 | Phillip Rhodes           | Stati Uniti |
| 1957 | Carina                                                            | Dick Nye                 | Phillip Rhodes           | Stati Uniti |
| 1959 | Anitra                                                            | Sven Hansen              | Sparkman & Stephens      | Svezia      |
| 1961 | Zwerver II                                                        |                          | Sparkman & Stephens      | Paesi Bassi |
| 1963 | Clarion of Wight Archiviato il 6 agosto 2007 in Internet Archive. | Derek Boyer DFC          | Sparkman & Stephens      | Regno Unito |
| 1965 | Rabbit                                                            | Dick Carter              | Dick Carter              | Stati Uniti |
| 1967 | Pen Duick III                                                     | Eric Tabarly             | Chantier La Perrière     | Francia     |
| 1969 | Red Rooster                                                       | Dick Carter              | Dick Carter              | Stati Uniti |
| 1971 | Ragamuffin                                                        | Syd Fisher               | Sparkman & Stephens      | Australia   |
| 1973 | Saga                                                              | Erling Lorentsen         | Sparkman & Stephens      | Brasile     |
| 1975 | Golden Delicious                                                  | Richard & Harvey Bagnall | Ron Holland              | Regno Unito |
| 1977 | Imp                                                               | David Allen              | Ron Holland              | Stati Uniti |
| 1979 | Tenacious                                                         | Ted Turner               | Sparkman & Stephens      | Stati Uniti |
| 2001 | Tonnerre de Breskens                                              | Piet Vroon               | Lutra Design Group       | Paesi Bassi |
| 2003 | Nokia                                                             | Charles Dunstone         | Reichel & Pugh           | Regno Unito |
| 2005 | Iromiguy                                                          | Jean-Yves Chateau        | Ron Holland              | Francia     |
| 2007 | Chieftain                                                         | Ger O'Rourke             | Farr Yacht Design        | Irlanda     |
| 2009 | Rán 2                                                             | Niklas Zennström         | Judel Vrolijk            | Regno Unito |
| 2011 | Rán 2                                                             | Niklas Zennström         | Judel Vrolijk            | Regno Unito |
| 2013 | Night and Day                                                     | Pascal Loison            | Jaques Valer             | Francia     |